# Tontcho Tontchev
Tontcho Tontchev est un boxeur bulgare né le 1er décembre 1972 à Sliven.

## Carrière
Aux Jeux olympiques d'été de 1996, il combat dans la catégorie des poids légers et remporte la médaille d'argent. Passé professionnel l'année suivante, il devient champion d'Europe EBU des super-plumes en 2001.